# El disco de tu corazón
El disco de tu corazón è il terzo album in studio del gruppo musicale argentino Miranda!, pubblicato nel maggio 2007 dall'etichetta discografica Pelo Music.

## Descrizione
Il disco è stato scritto, come i precedent, dal leader e voce del gruppo Alejandro Sergi e prodotto da Cachorro López. Rispetto ai precedenti, l'album è stato realizzato con un budget più elevato, ed è stato il primo disco realizzato dal gruppo in formazione quartetto a causa dell'abbandono da parte di Bruno De Vincenti, produttore del primo al album e programmatore del successivo, a causa dell'eccessivo stress e di un disinteressamento verso le nuove produzioni del gruppo. Il componente dichiarò di aver partecipato poco alla registrazione del disco, nel quale infatti non è accreditato.
Con la produzione di López, le sonorità del gruppo virarono verso la post-disco, dub e pop rock. Nel disco sono presenti collaborazioni con Julieta Venegas per il brano Perfecta (pubblicato come secondo singolo nei mesi estivi) e con i Fangoria in Vete de aquí. Alejandro Sergi dichiarò che le sonorità di questo disco assomigliassero maggiormente a quelle del primo, Es mentira, rispetto al precedente Sin restricciones che risultava invece "più chiassoso". Aggiunse che "le sonorità del primo album, riprese in questa nuova produzione, fossero state rese più grandiose e epiche".
Il singolo di lancio è stato Prisionero, seguito dal duetto Julieta Venegas Perfecta e da Hola, utilizzato anche nella colonna sonora della telenovela Lalola insieme a un altro brano del disco, Enamorada.
La versione del disco pubblicata in Spagna conteneva quattro tracce aggiuntive: tree remix del primo singolo Prisionero prodotti dal dj Gabriel Lucena (di cui una versione reggae e una trance) e il videoclip di Prisionero, diretto da  Joaquin Cambre.

## El disco de tu corazón + Vivo
A fine anno, sempre nel 2007, fu pubblicata un'edizione speciale del disco in versione doppia, contenente un disco aggiuntivo registrato dal vivo durante le due date del 9 e 10 agosto precedenti al Teatro Gran Rex di Buenos Aires. Il disco conteneva inoltre delle tracce extra, come i remix di Prisionero già pubblicati nell'edizione spagnola dell'album, un remix di Perfecta realizzata dai Sonidero Nacional e una versione di Perfecta con la parte vocale di Julieta Venegas interpretata dalla componente femminile del gruppo, Juliana Gattas

## Accoglienza
Il disco fu accolto positivamente dal pubblico e dalla critica. Il quotidiano argentino Página/12, attraverso una recensione di Natali Schejtman, affermò che il disco aveva un "suono pulito e orecchiabile" e un "produzione impeccabile", lodandone la "capacità di generare una festa" e giudicandolo quindi un "disco divertente che fa breccia prima di tutto sul cuore che sulla mente".
Sul piano delle vendite, il disco ottenne la prima posizione in classifica in Argentina nella prima settimana di giugno del 2007. e la numero ventinove in Messico.
Il disco fu inoltre nominato ai Latin Grammy Awards del 2007 nella categoria "Best Pop Album by a Duo or Group with Vocal" e al Premios Gardel nella categoria "Best Pop Group Album".

## Tracce
CD (Pelo PM 1027-02 / EAN 7798131360270)
Testi e musiche di Alejandro Sergi.
1. Prisionero – 4:28
2. Hola – 3:06
3. Perfecta (feat. Julieta Venegas) – 3:45
4. Enamorada – 3:13
5. Nada es igual – 3:29
6. Déjame – 3:06
7. Amanece junto a mí – 3:08
8. Hasta hoy – 3:22
9. Vete de aquí (feat. Fangoria) – 3:12
10. No me celes – 3:16
11. Te atreviste y me morí – 3:25
12. Voces – 2:41
13. Prisionero (Reggae remix) – 3:27 – Solo per l'edizione Spagnola
14. Prisionero (Trance remix) – 3:27 – Solo per l'edizione Spagnola
15. Prisionero (Capri remix) – 3:27 – Solo per l'edizione Spagnola

1. Perfecta (Verzoini Solo - Edizioni Internacionale)
2. Perfeita (Edizioni Brasil)
3. Namorada (Edizioni Brasil)

## Riconoscimenti

### Nomination
2007
- Latin Grammy Awards come "Best Pop Album by a Duo or Group with Vocal".[9]

2008
- Premios Gardel come "Best Pop Group Album".[10]

## Classifiche
| Paese     | Posizione massima |
| --------- | ----------------- |
| Argentina | 1                 |
| Messico   | 29                |

## Formazione
- Alejandro Sergi - voce, chitarra, programmazione, composizione
- Juliana Gattás - voce
- Pelo Aprile - produttore esecutivo
- Jose Blanco - mastering
- Leandro Fuentes - chitarra
- Cachorro López - arrangiamento, produzione, basso
- Sebastián Schon - arrangiamento, ingegnere del suono, programmazione
- Ernesto Snajer - chitarra acustica
- Cesar Sogbe - mixaggio
- Julieta Venegas - voce (traccia 3)
- Olvido Gara - voce (traccia 9)
- Nacho Canut - voce (traccia 9)
- Gabriel Lucena - produzione (tracce 13, 14, 15)
- Alejandro Ros - grafica